# Теферрот
Теферрот (нім. Täferrot) — громада в Німеччині, знаходиться в землі Баден-Вюртемберг. Підпорядковується адміністративному округу Штутгарт. Входить до складу району Східний Альб.
Площа — 12,00 км2. Населення становить 1010 ос. (станом на 31 грудня 2020).